# The Memory of Trees
The Memory of Trees — студийный альбом ирландской певицы Энии, выпущенный в 1995 году.

## Об альбоме

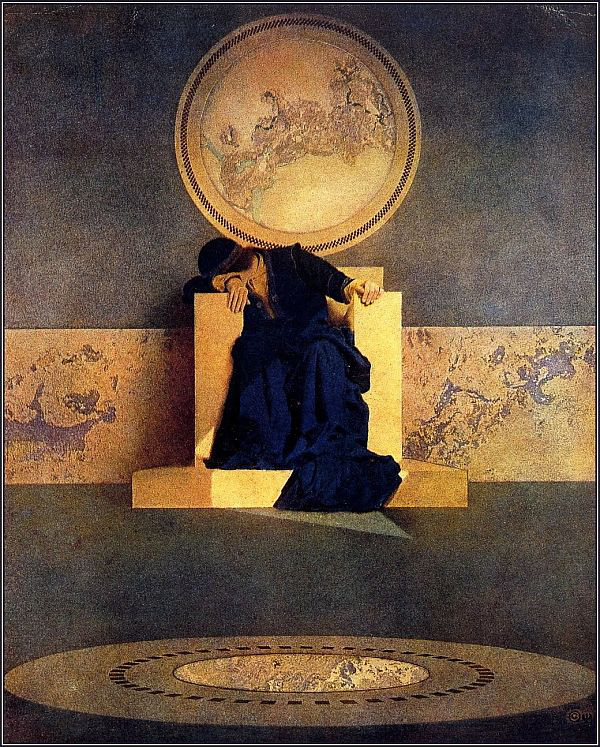
Обложка альбома основана на картине Максфилда Пэрриша «Молодой король Чёрных островов» (1906)

The Memory of Trees получил награду «Грэмми» в номинации «Лучший нью-эйдж-альбом» в 1997 году. Идеей для обложки послужила картина «Молодой король Чёрных островов» (англ. The Young King of the Black Isles) Максфилда Пэрриша (работы которого, кстати, вдохновили Энию на создание некоторых из её видеороликов).

## Список композиций
1. The Memory of Trees — 4:18
2. Anywhere Is — 3:58
3. Pax Deorum — 4:58
4. Athair Ar Neamh — 3:39
5. From Where I Am — 2:20
6. China Roses — 4:47
7. Hope Has a Place — 4:44
8. Tea-House Moon — 2:41
9. Once You Had Gold — 3:16
10. La Soñadora — 3:35
11. On My Way Home — 5:08

## Участники записи
- Эния — все инструменты и вокал

Продакшн
- Продюсер: Ники Райан
- Инженеринг и микширование: Ники Райан
- Исполнительный продюсер: Роб Диккенс
- Мастеринг: Арун
- Дизайн костюмов: Элизабет Эммануэль

## Чарты
| Год  | Чарт                                  | Позиция |
| ---- | ------------------------------------- | ------- |
| 1995 | The Billboard 200 (США)               | 9       |
| 1995 | Top New Age Albums (США)              | 1       |
| 1995 | Lista AFYVE (Испания)                 | 1       |
| 1995 | Official Album Chart (Великобритания) | 5       |

## Награды
| Год  | Победитель          | Номинация              |
| ---- | ------------------- | ---------------------- |
| 1996 | The Memory of Trees | Лучший нью-эйдж-альбом |